# مکس آبرامسون
مکس آبرامسون (انگلیسی: Max Abramson؛ زادهٔ ۲۹ آوریل ۱۹۷۶) سیاست‌مدار اهل ایالات متحده آمریکا است.
وی سابقهٔ عضویت در احزاب لیبرترین، دموکرات و جمهوری‌خواه را داراست.